# Kitice i revreni
Kitice i revreni je osmi album hrvatskog glazbenog sastava "Vatrogasci".

## Popis pjesama
1. "Daleko, daleko'" (3:59)
  - glazba: M. Perković (M. P. Thompson - "Iza devet sela", 2002.)
  - stihovi: M. Perković/Tihomir Borošak
2. "Draga moja konobarice" (3:23)
  - glazba: M. Pajčin (Baja M.K. - "Draga moja konobarice", 2002.)
  - stihovi: Tihomir Borošak
3. "Duet sa G. Višnjićem" (3:27)
  - glazba, stihovi: Tihomir Borošak
4. "Ne daj da te" (3:26)
  - glazba, stihovi: Tihomir Borošak
5. "Uh, mala" (3:35)
  - glazba: "Knock on Wood" by Eddie Floyd, 1966.; verzija od Amii Stewart iz 1979.
  - stihovi: Tihomir Borošak
6. "Kad ostarim" (3:20)
  - glazba, stihovi: Tihomir Borošak
7. "Biokemijan rapsody" (6:00)
  - glazba: F. Mercury (Queen - "Bohemian Rhapsody", 1975.)
  - stihovi: Tihomir Borošak
8. "Dva-tri dana" (3:56)
  - glazba: "You keep me hangin' on" u verziji od Kim Wilde iz 1986.
  - stihovi: Tihomir Borošak
9. "Peder" (3:49)
  - glazba, stihovi: Tihomir Borošak
10. "Nisam htio" (3:43)
  - glazba, stihovi: Tihomir Borošak
11. "Fa kinšit" (2:09)
  - glazba, stihovi: Tihomir Borošak
12. "Cauboj" (4:01)
  - glazba, stihovi: Tihomir Borošak
13. "Sarma" (4:37)
  - glazba, stihovi: Tihomir Borošak
14. "MeraHkul" (5:19)
  - glazba: Z. Stipišić (Gibonni - "Mirakul", 2001.)
  - stihovi: Tihomir Borošak

## Izvođači
- Tihomir Borošak-Tiho: razni instrumenti
- Mladen Martinović-Dugi: vodeći vokal

Gosti:
- Damir Šimić-Šime: solo gitara (3, 12)

## Vanjske poveznice
- Službene stranice sastava  Arhivirana inačica izvorne stranice od 22. srpnja 2010. (Wayback Machine)